# Pascal Dagnan-Bouveret
Pascal-Adolphe-Jean Dagnan-Bouveret (n. 7 ianuarie 1852, Paris, Franța – d. 3 iulie 1929, Quincey⁠(d), Franche-Comté⁠(d), Franța) a fost unul dintre cei mai importanți artiști francezi din ai  școlii naturaliste.

## Biografie

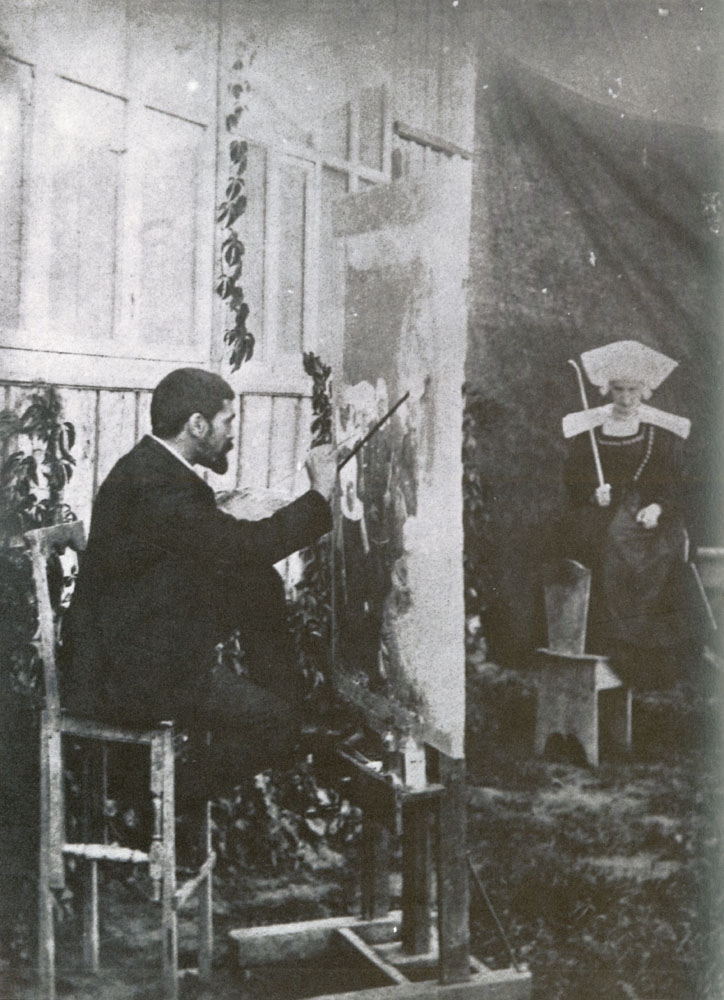
Pictând Iertarea în Bretania în 1886 cu modelul Walter

S-a născut la Paris, fiul unui croitor, și a fost crescut de bunicul său după ce tatăl său a emigrat în Brazilia. Mai târziu a adăugat numele bunicului său, Bouveret, la numele său.
A devenit unul dintre cei mai importanți artiști francezi ai școlii naturaliste și a pictat mai multe tablouri care înfățișează Bretania. Din 1869 a studiat la École des Beaux-Arts cu Alexandre Cabanel și Jean-Léon Gérôme. Începând cu 1875 a expus la Salon, unde, în 1880, a câștigat medalia clasa întâi pentru tabloul „Un accident” și medalia de onoare în 1885 pentru „Caii la adăpătoare”. Începând cu  anii 1880, Dagnan-Bouveret, împreună cu Gustave Courtois, a păstrat un atelier în Neuilly-sur-Seine, o suburbie la modă a Parisului. La acel moment era recunoscut ca un artist modern de frunte cunoscut pentru scenele sale țărănești, dar și pentru compozițiile sale mistico-religioase. Tabloul său de mari dimensiuni „Cina cea de taină” a fost expus la Salon de Champ-de-Mars în 1896. A fost unul dintre primii care a folosit noul mediu de atunci, fotografia, pentru a aduce un realism mai mare picturilor sale. În 1891 a fost numit ofițer al Legiunii de Onoare, iar în 1900 a devenit membru al Institutului Franței. Mai mult tablouri ale sale au fost achiziționate de colecționarul de artă britanic George McCulloch, inclusiv Madonna și copilul 1880, Dans Le Foret și o copie a Cinei cea de taină.

## Lucrări

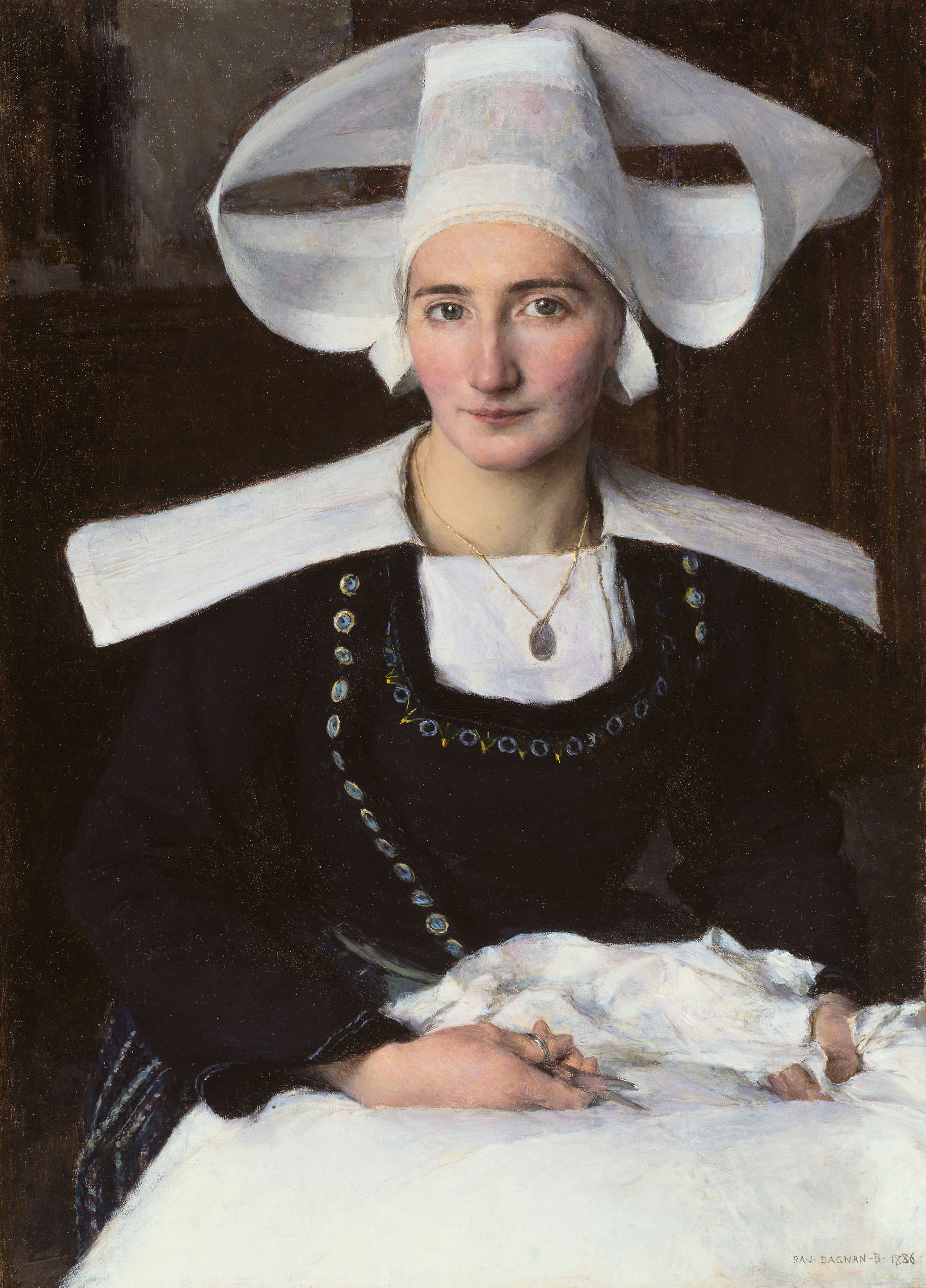
Femeie din Bretania, 1886
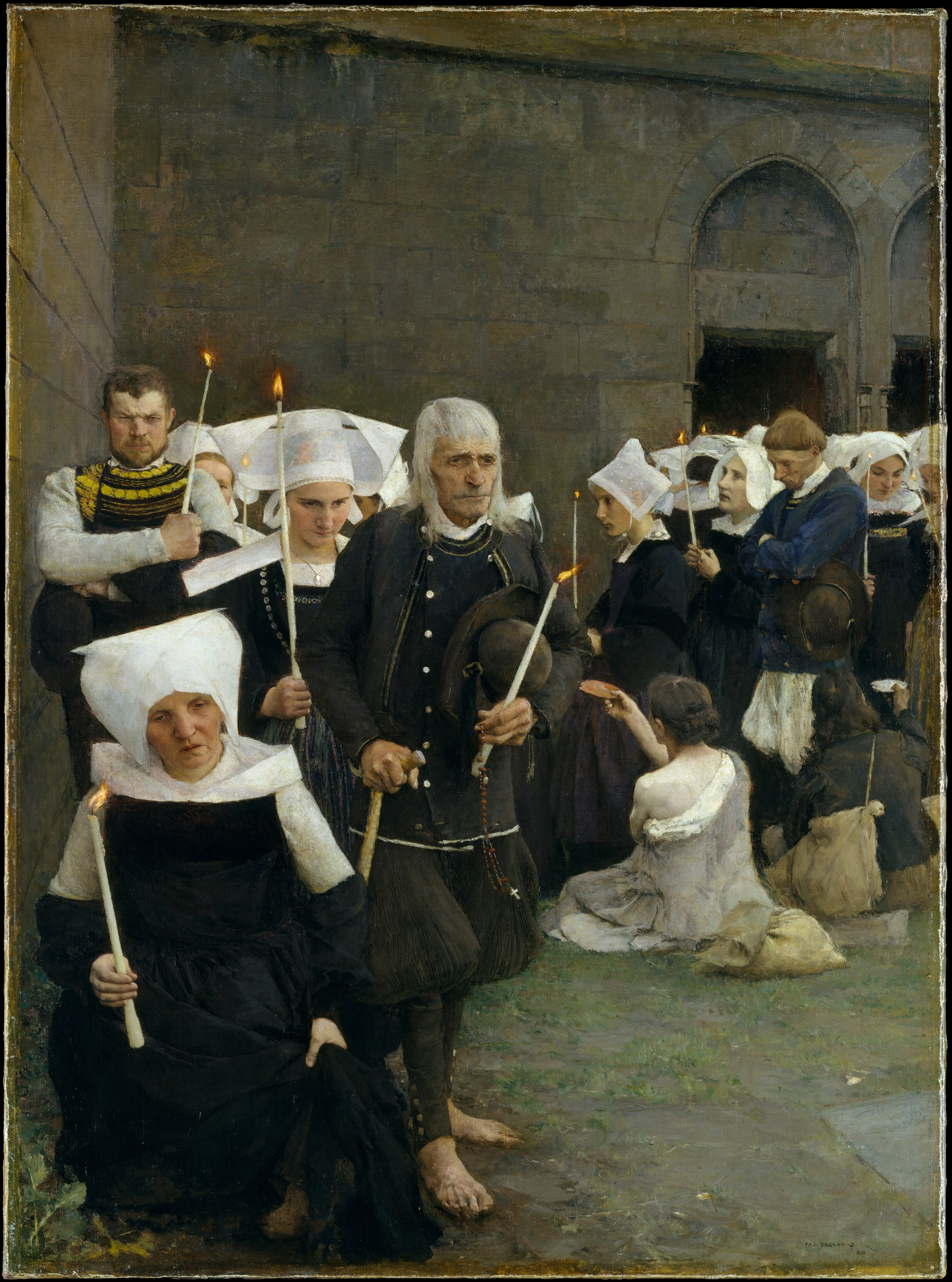
Grațierea în Bretania, 1886
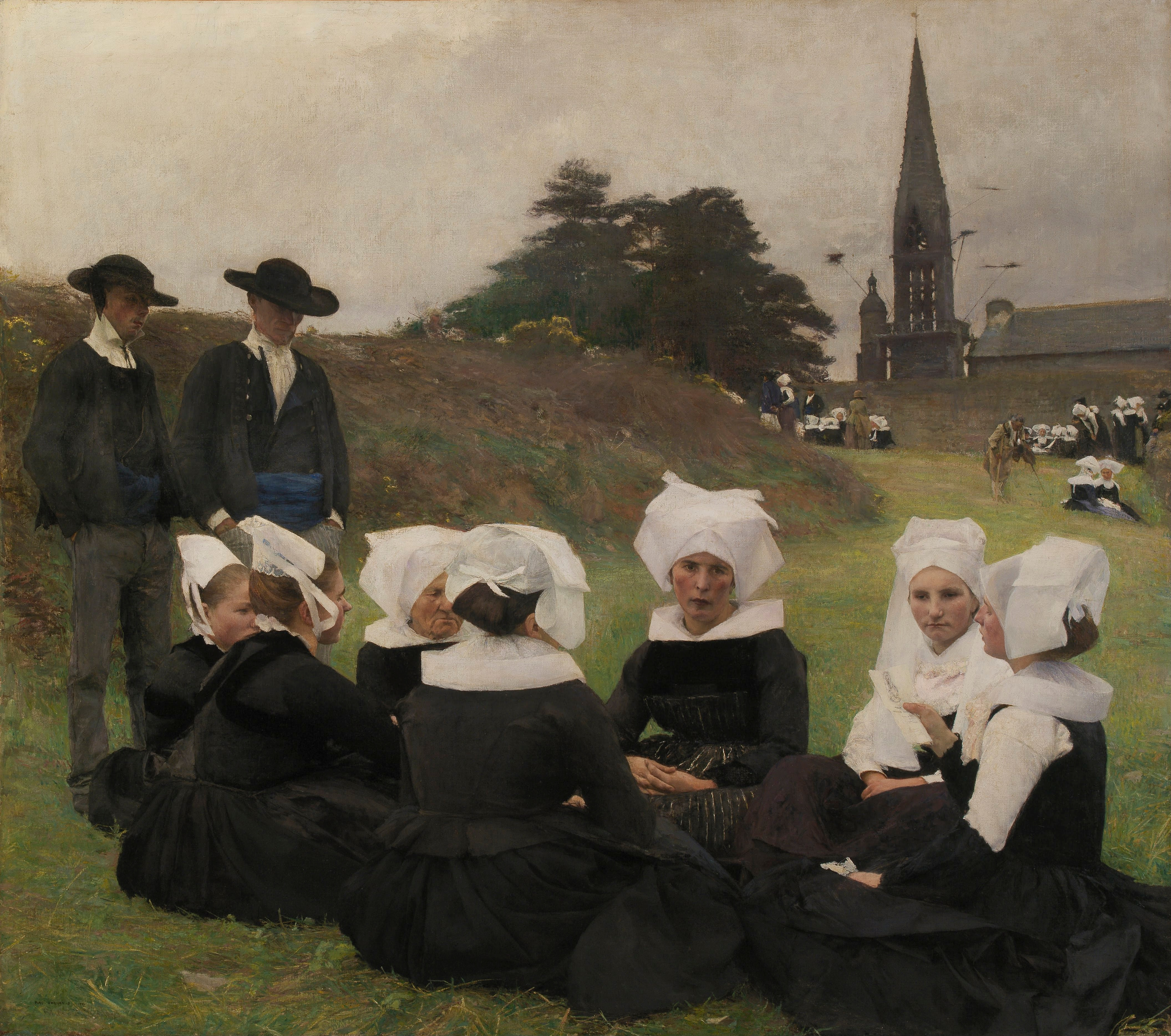
Femeile bretone la o grațiere, 1887
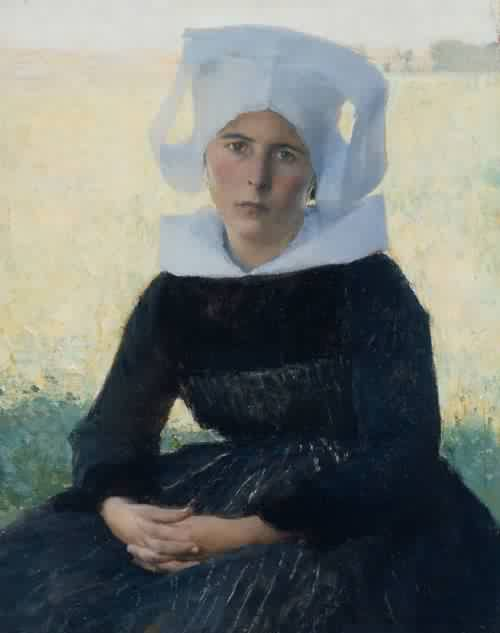
Femeie în costum breton așezată pe pajiște, 1887
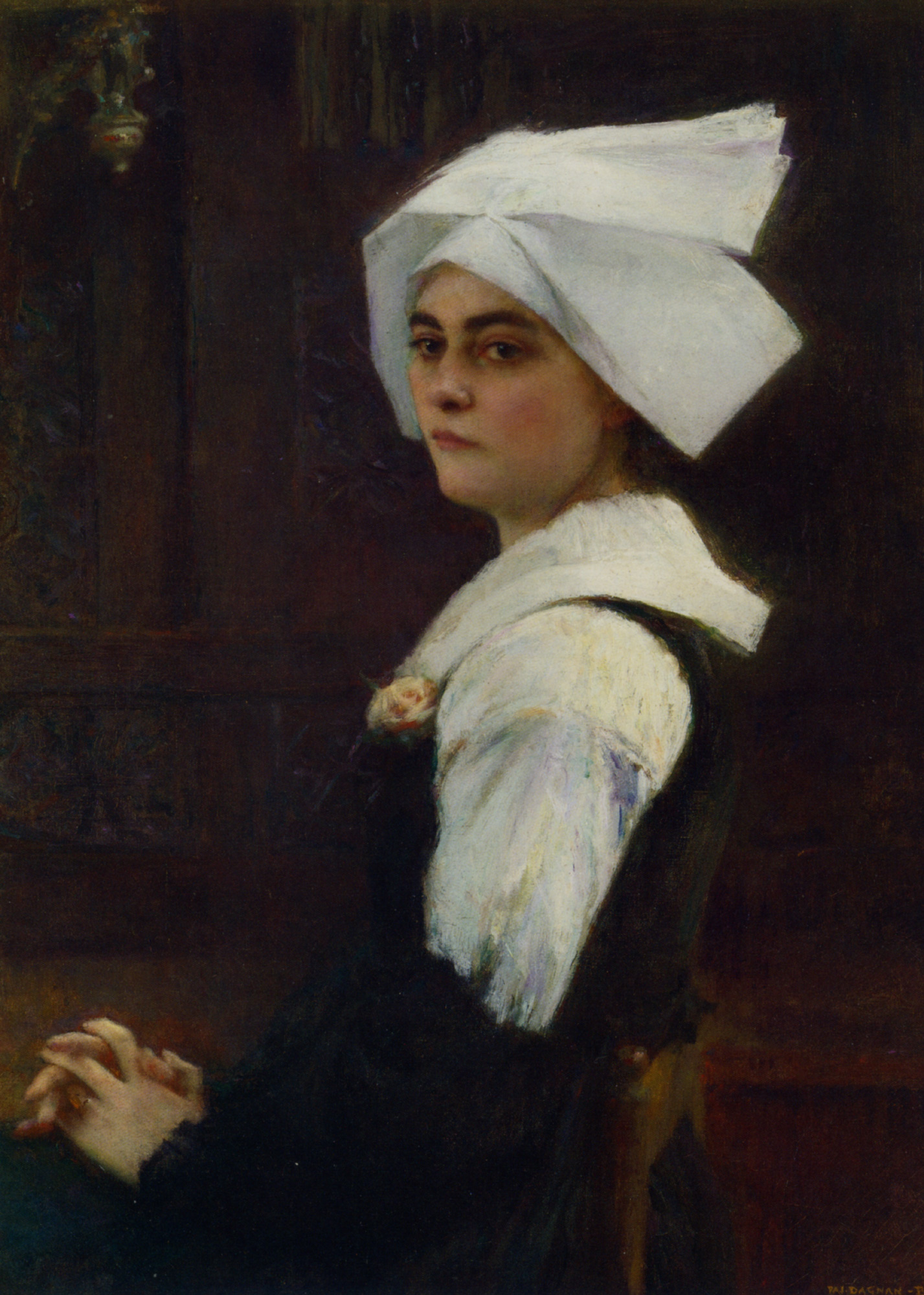
Portret al unei fete bretone, 1887
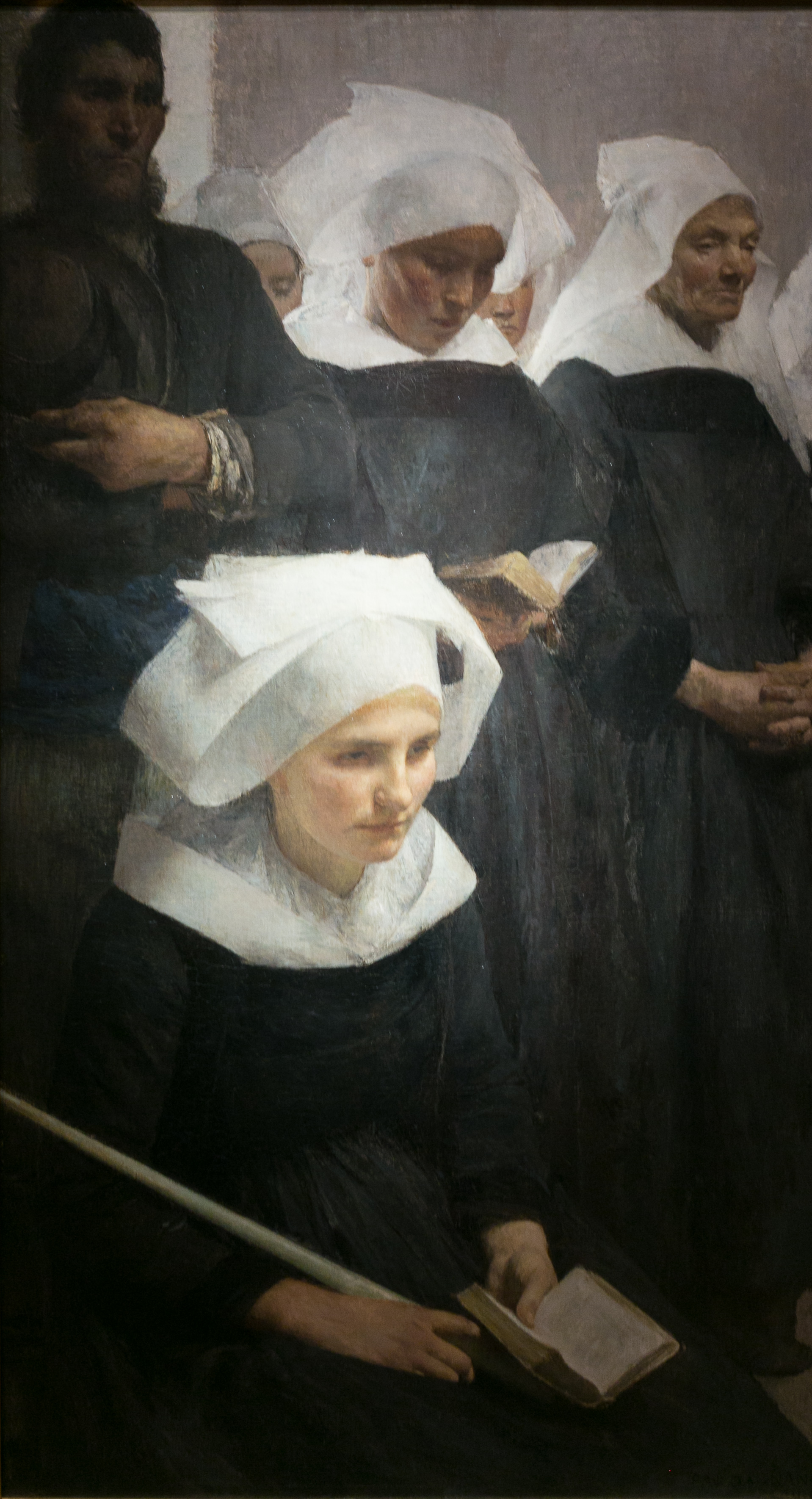
Bretoni rugându-se, 1888

Alte lucrări remarcabile
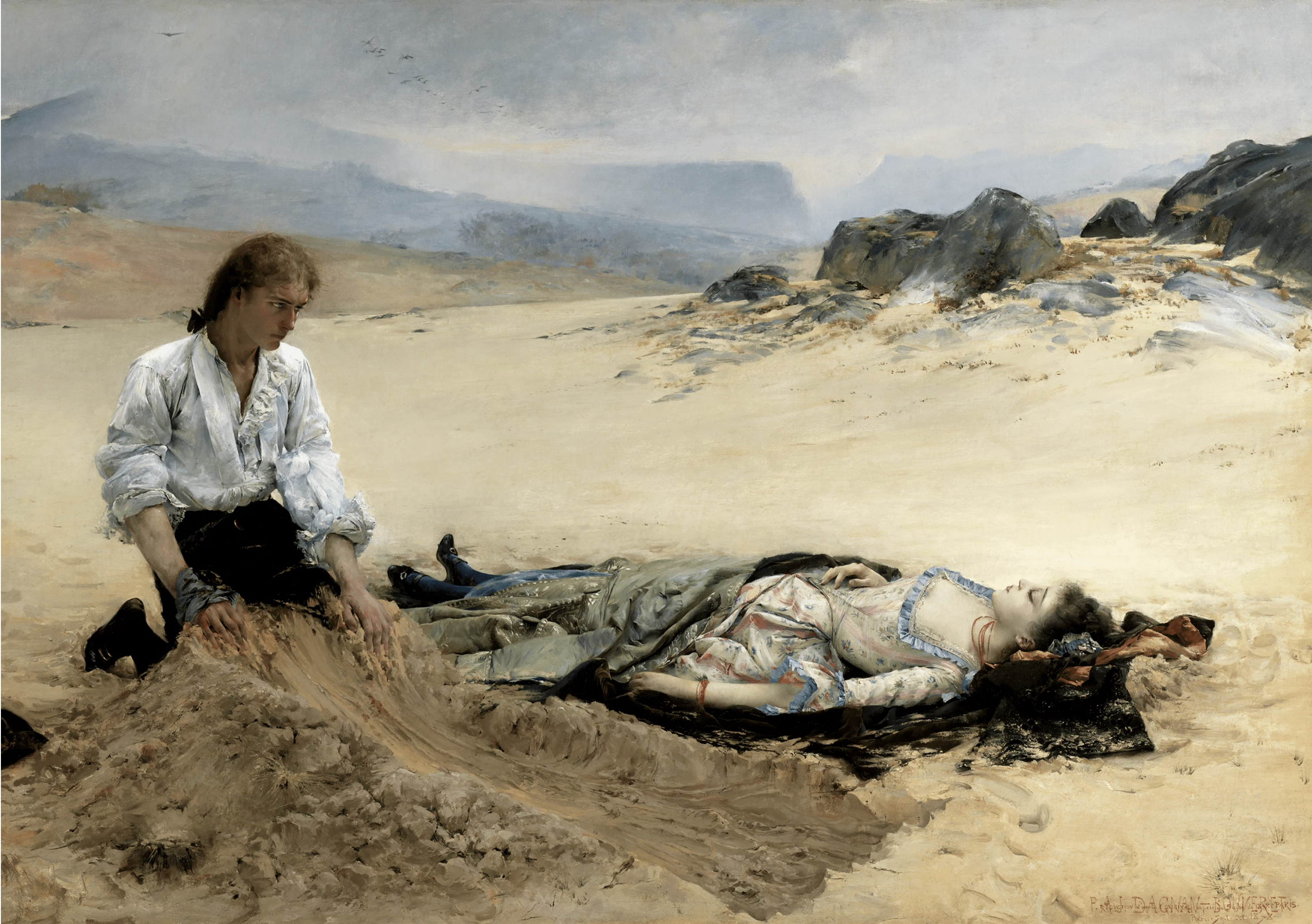
Înmormântarea lui Manon Lescaut⁠(d), 1878
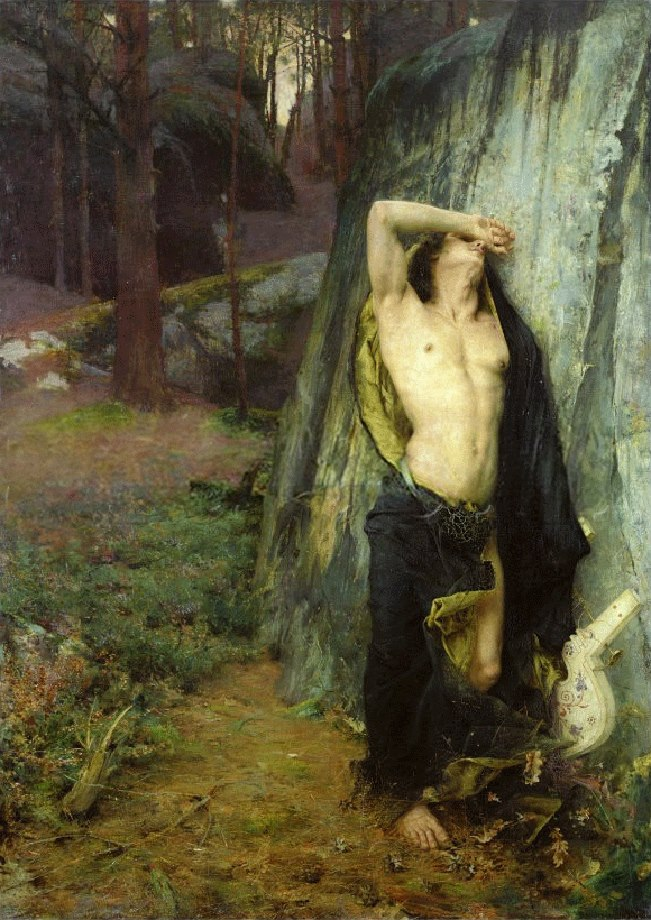
Tristețea lui Orfeu, 1876
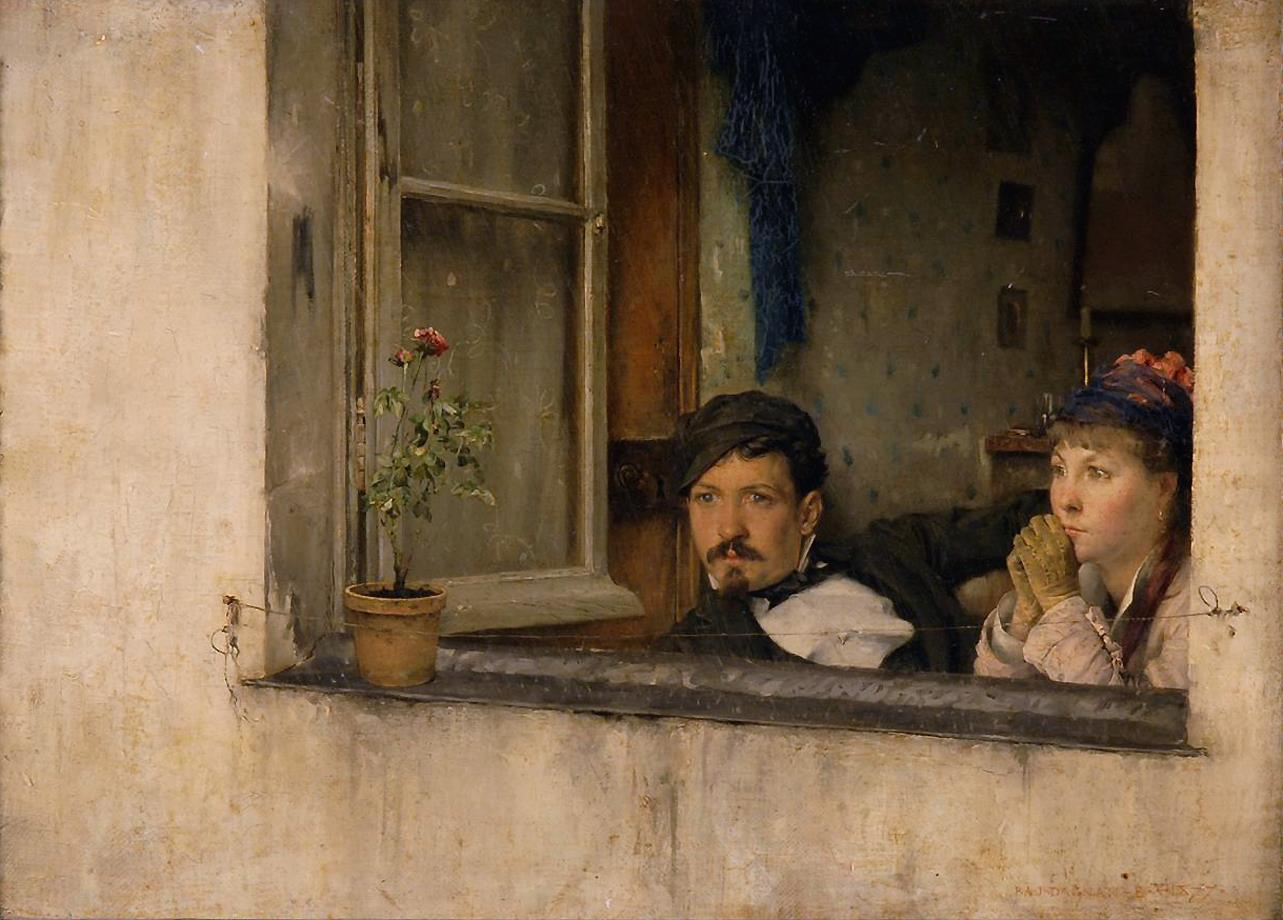
Un tânăr și o femeie privind pe fereastră, 1877
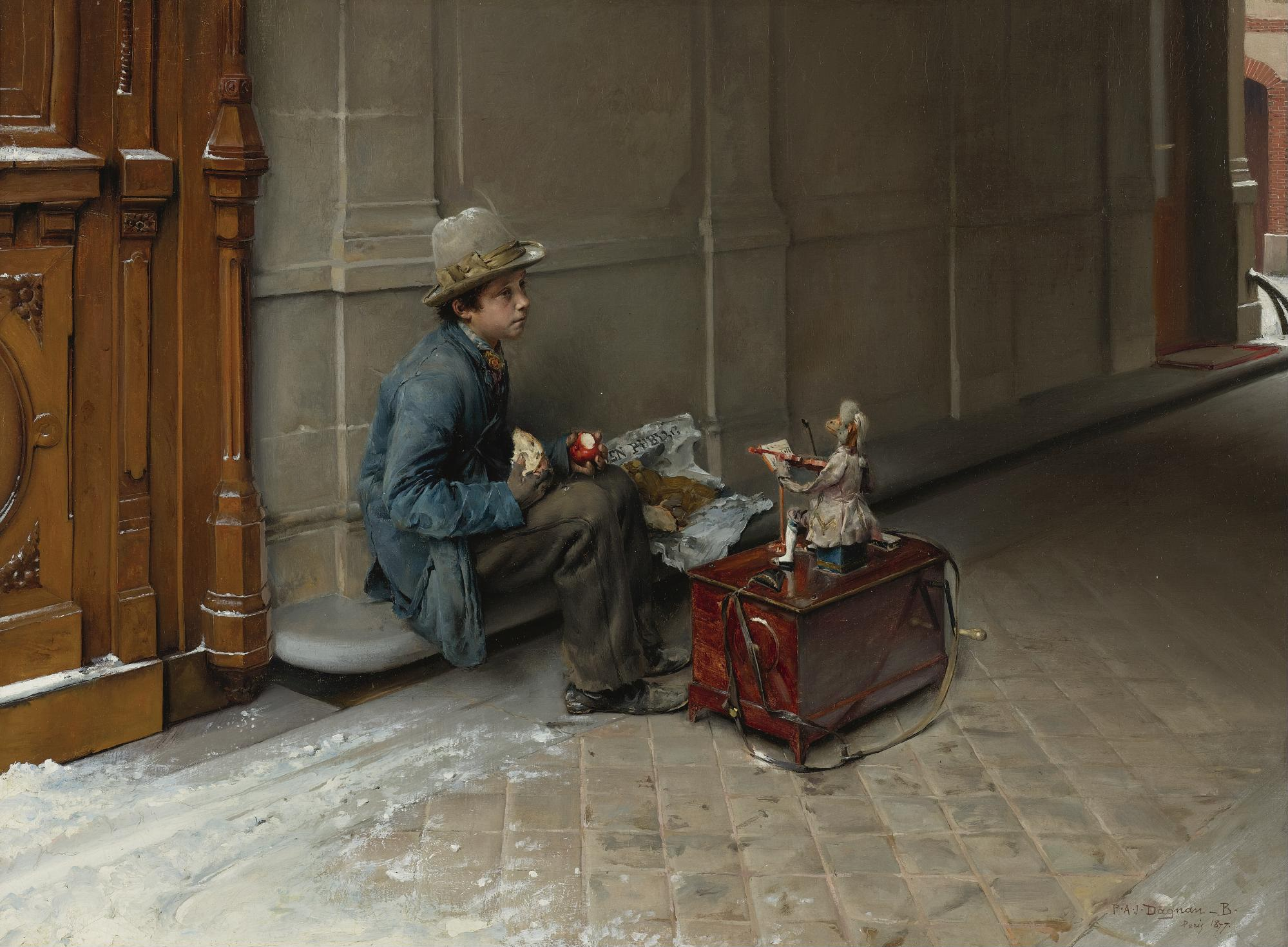
Micul Savoyard mâncând în fața unei intrări într-o casă, 1877
Nuntă în studioul fotografilor, 1879
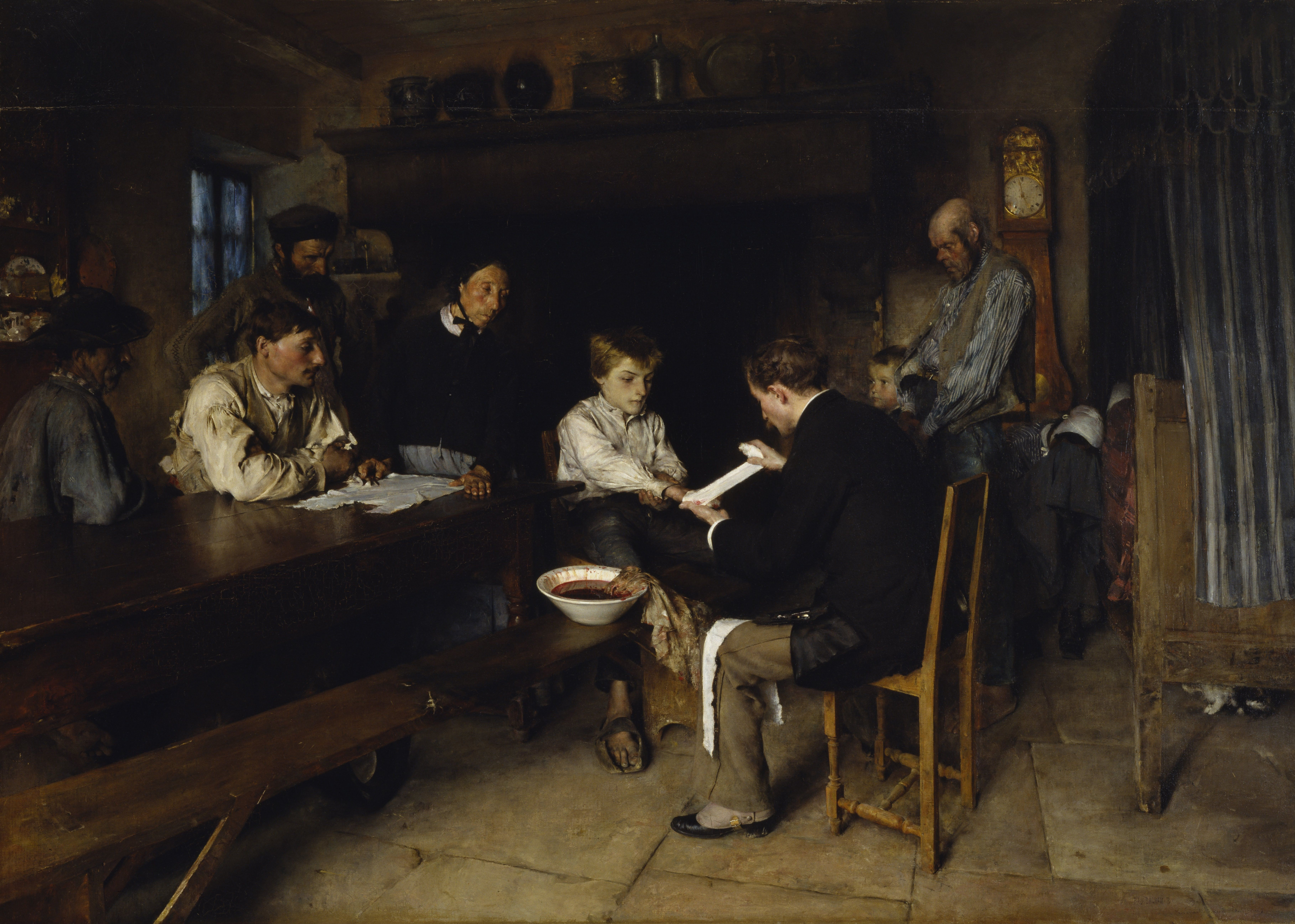
Un accident, 1879
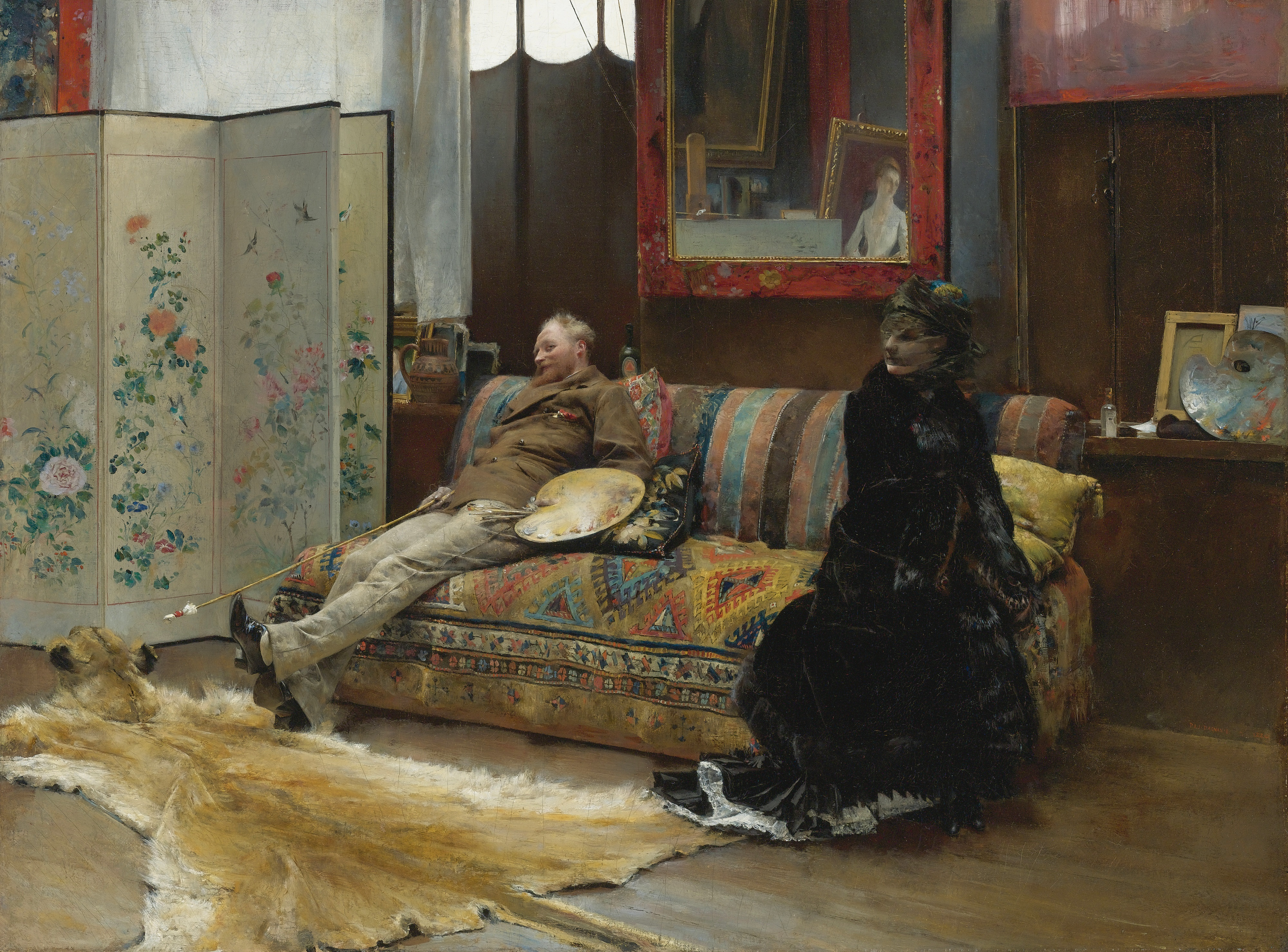
Sulking - Gustave Courtois⁠(d) în atelierul său, 1880
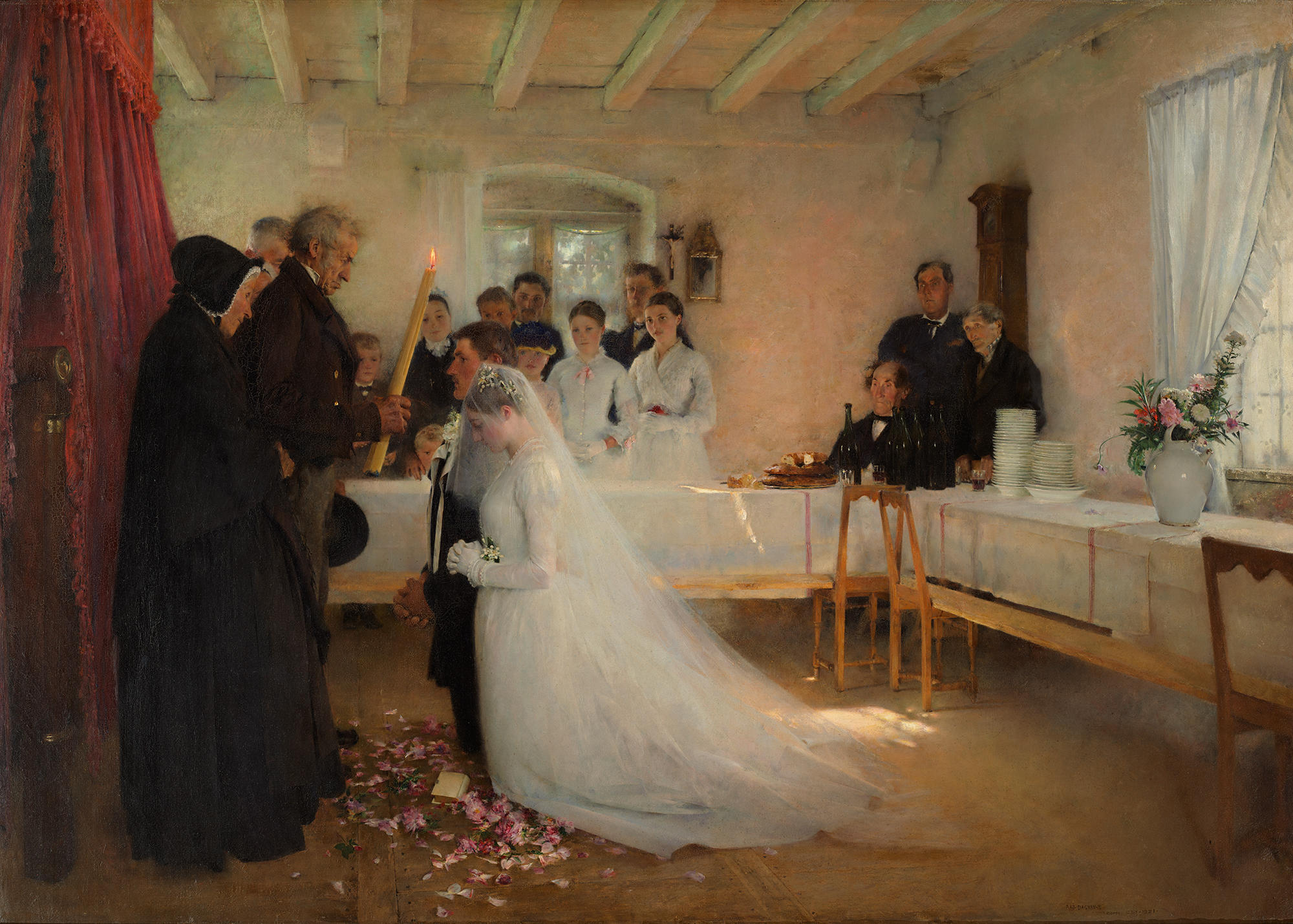
Binecuvântarea tânărului cuplu înainte de căsătorie, 1880–81
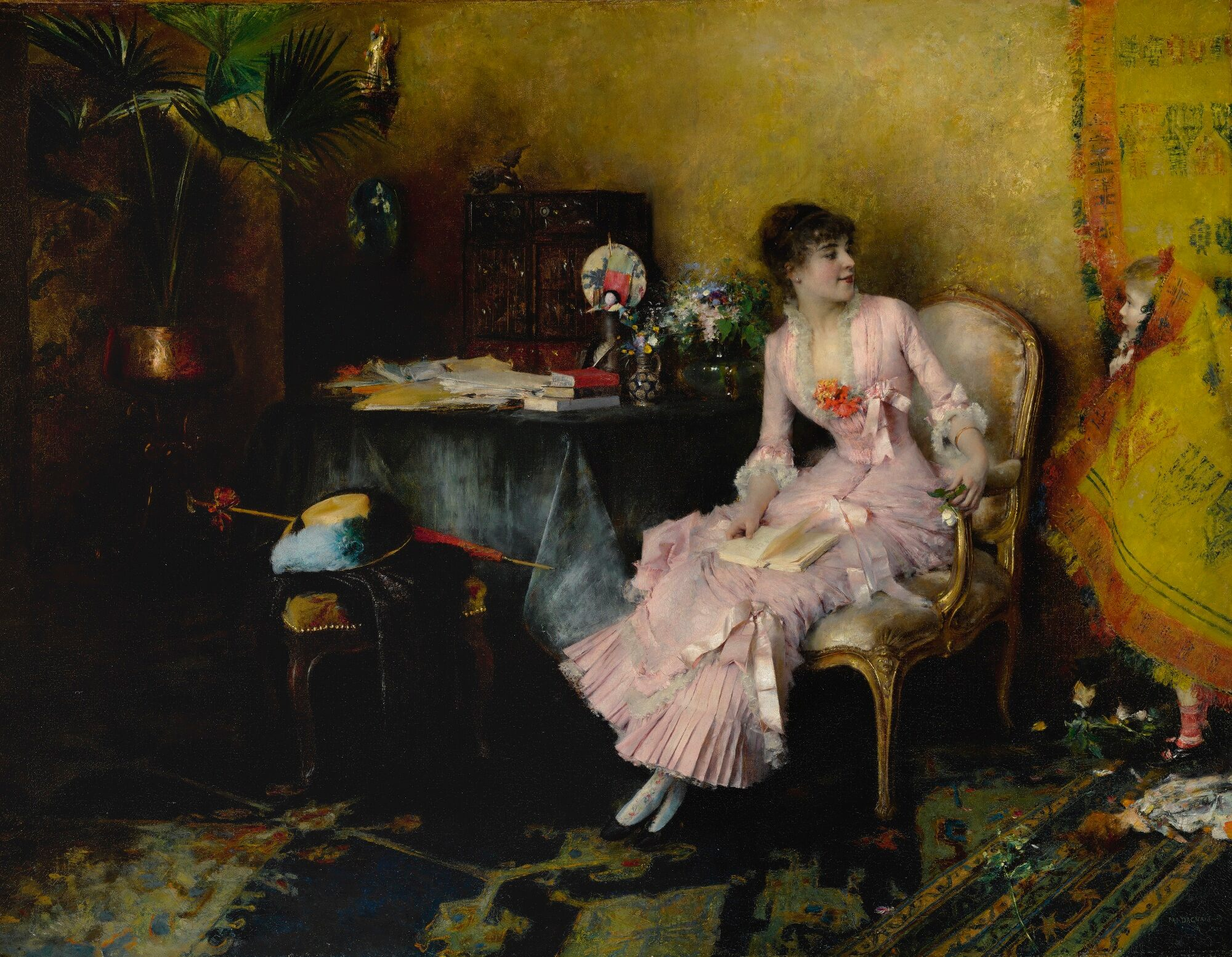
Tânără în roz cu copilul ei, 1882
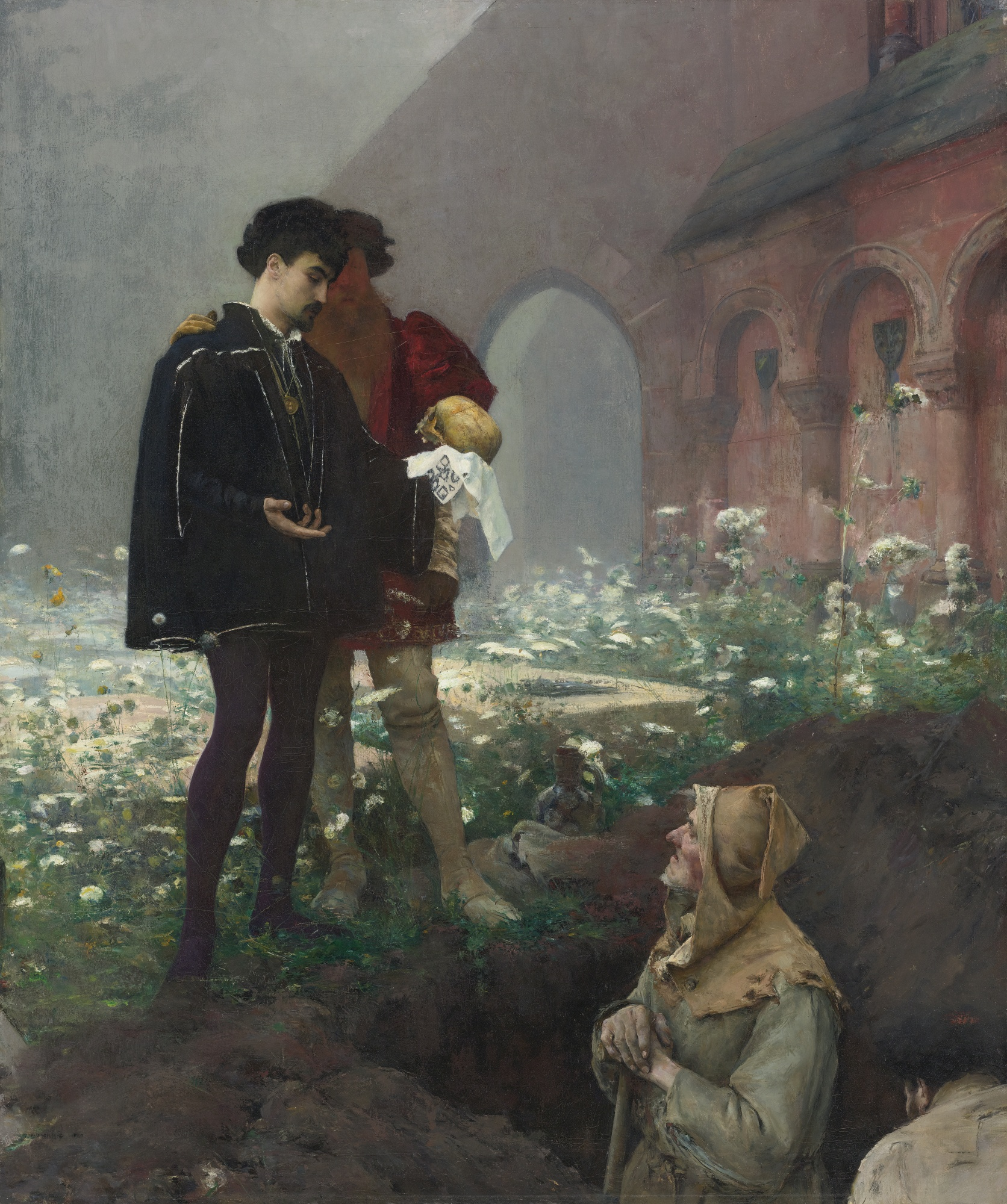
Hamlet și groparii, 1883
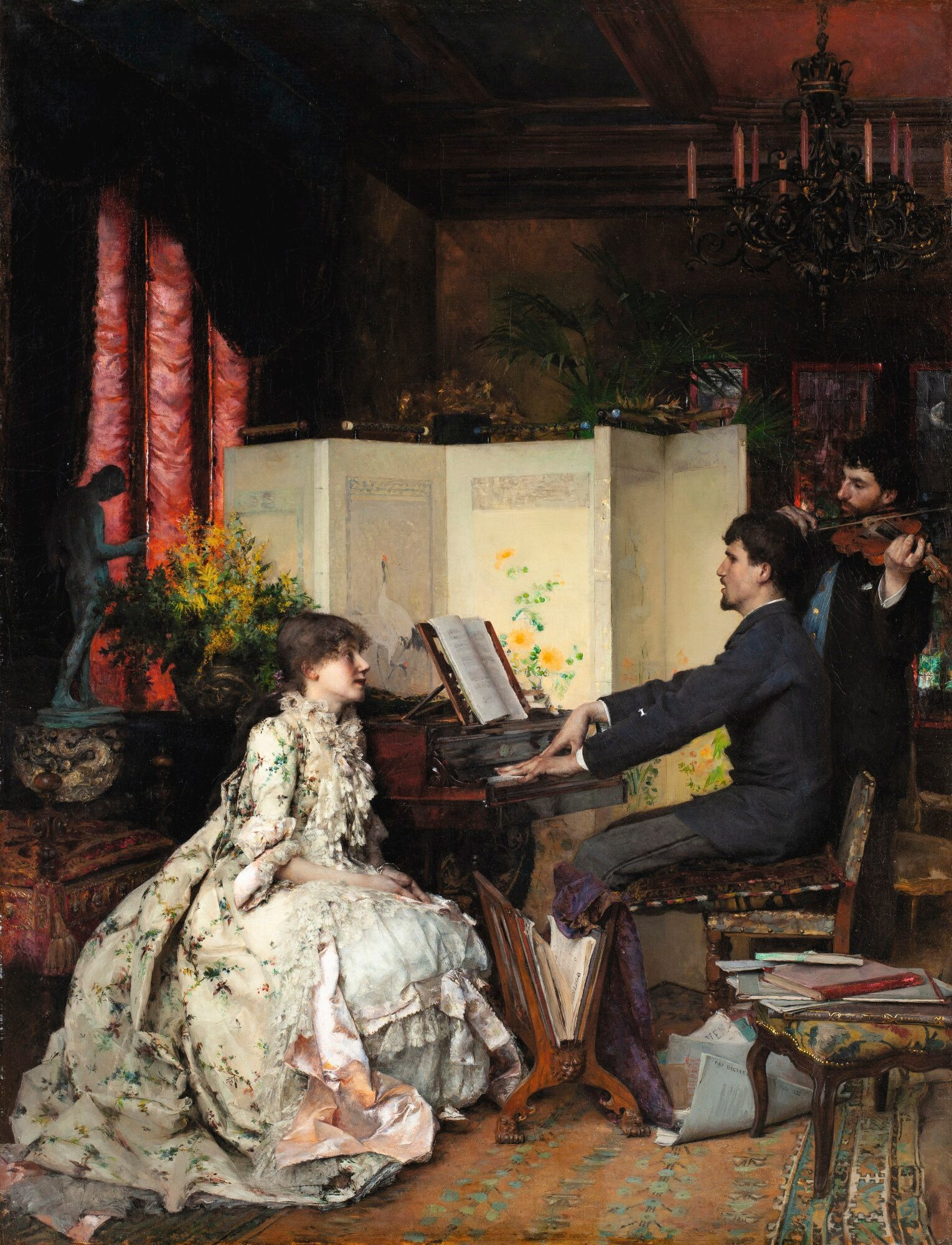
Duetul, 1883
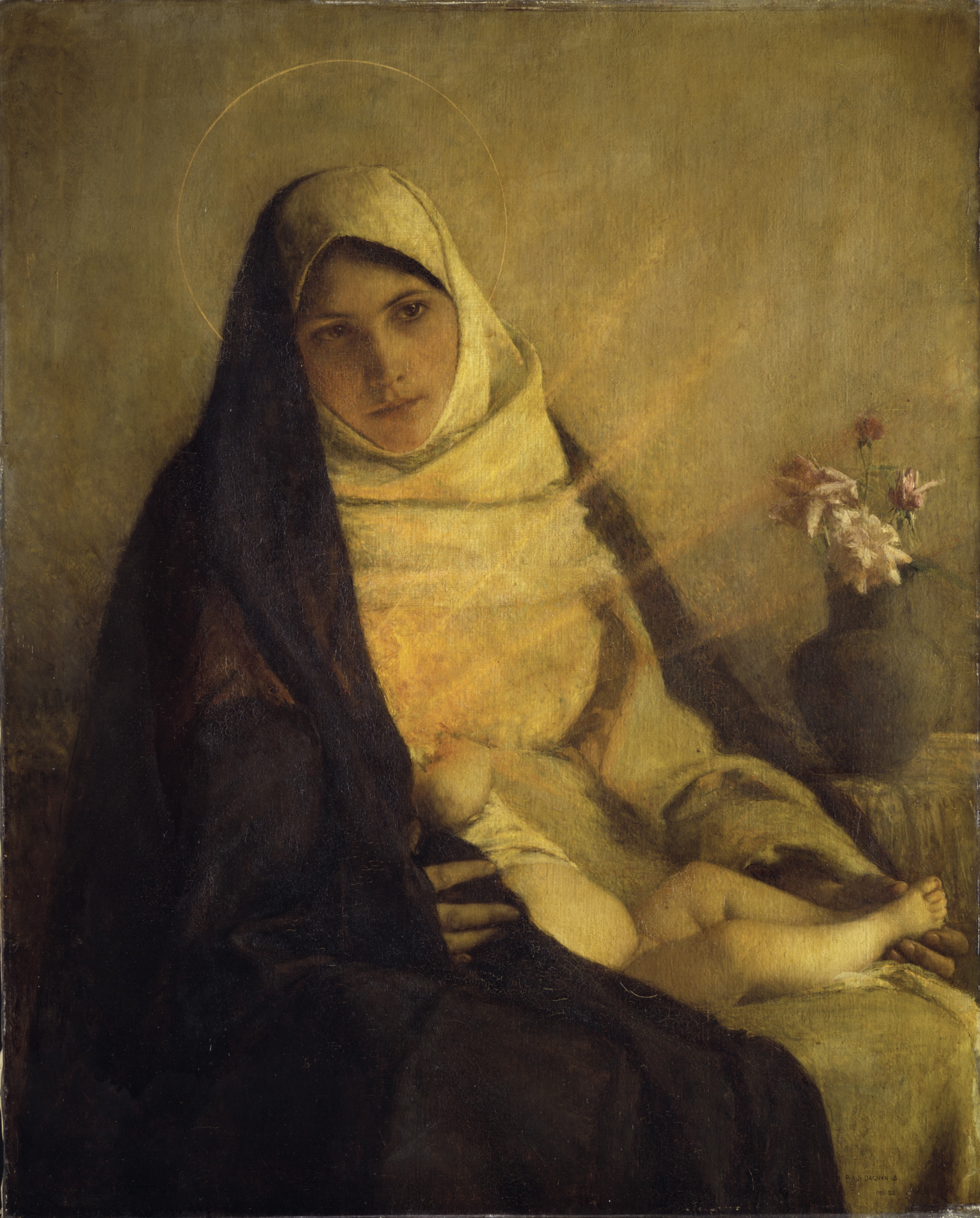
Madonna of the Rose, 1885
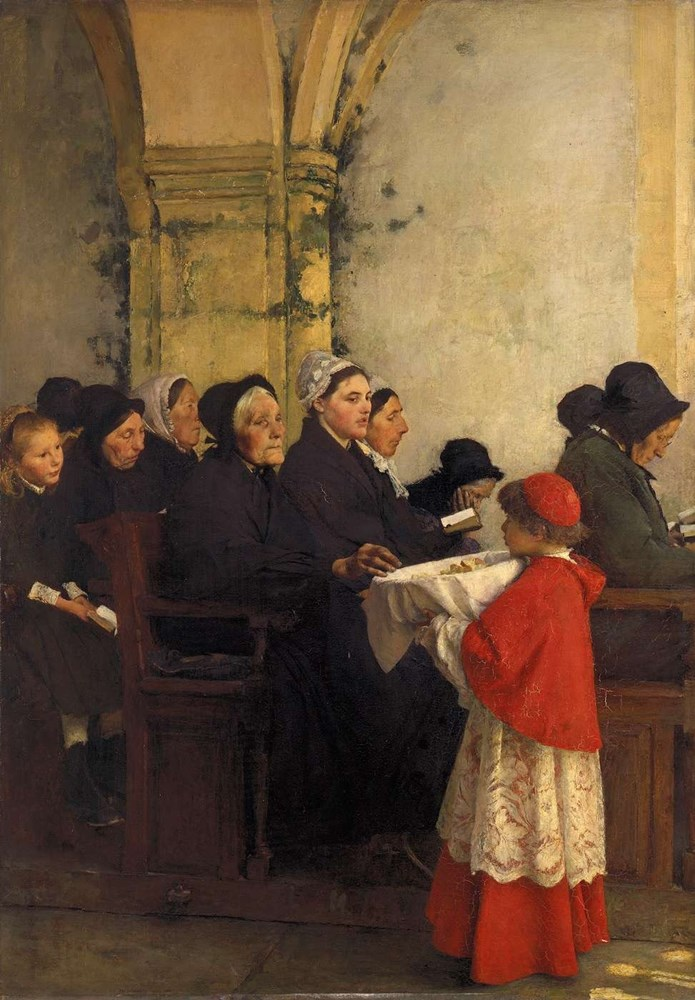
Pâine penru împărătșanie, 1885
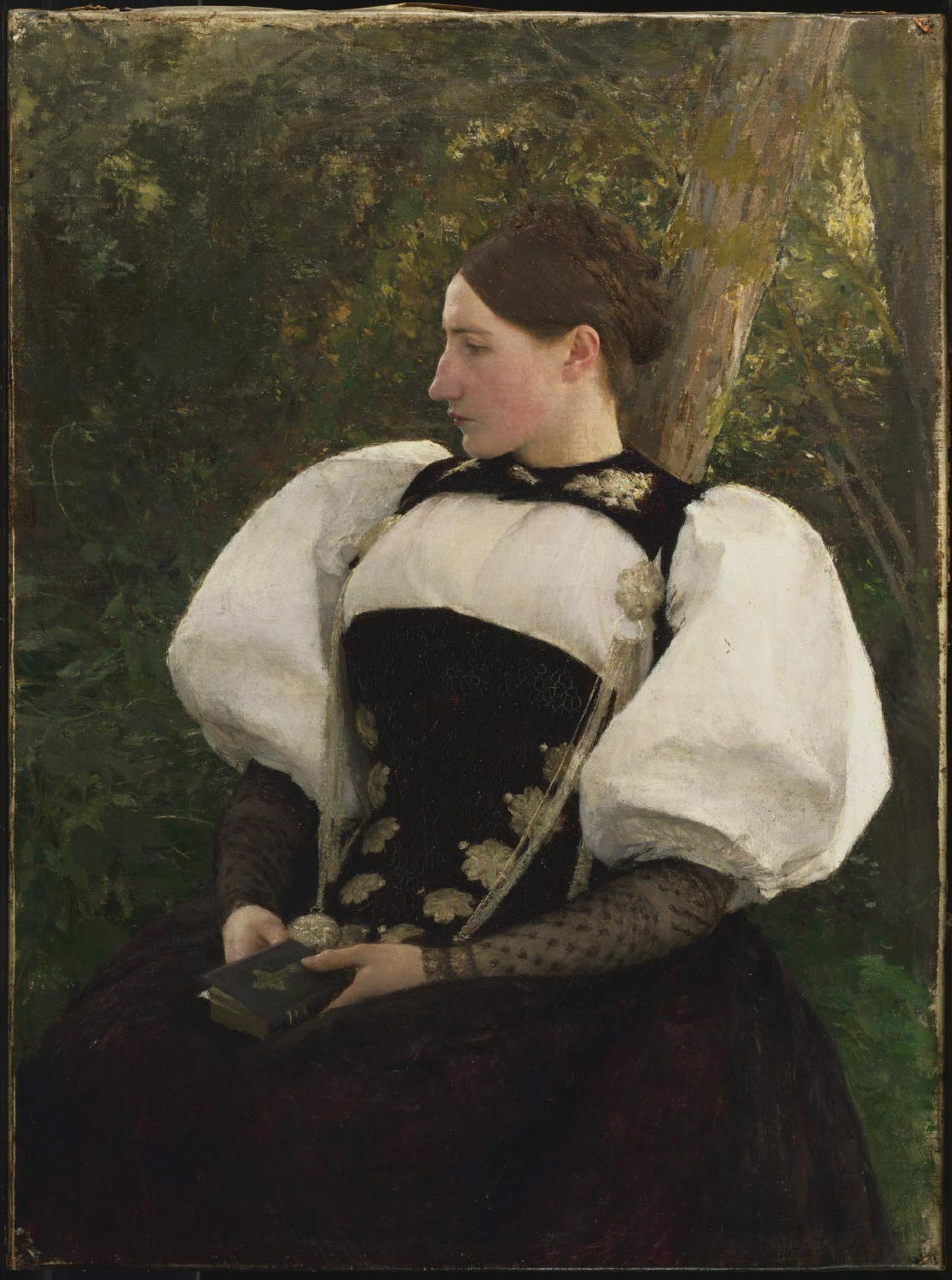
O femeie din Berna, Elveția, 1887, portretul soției artistului
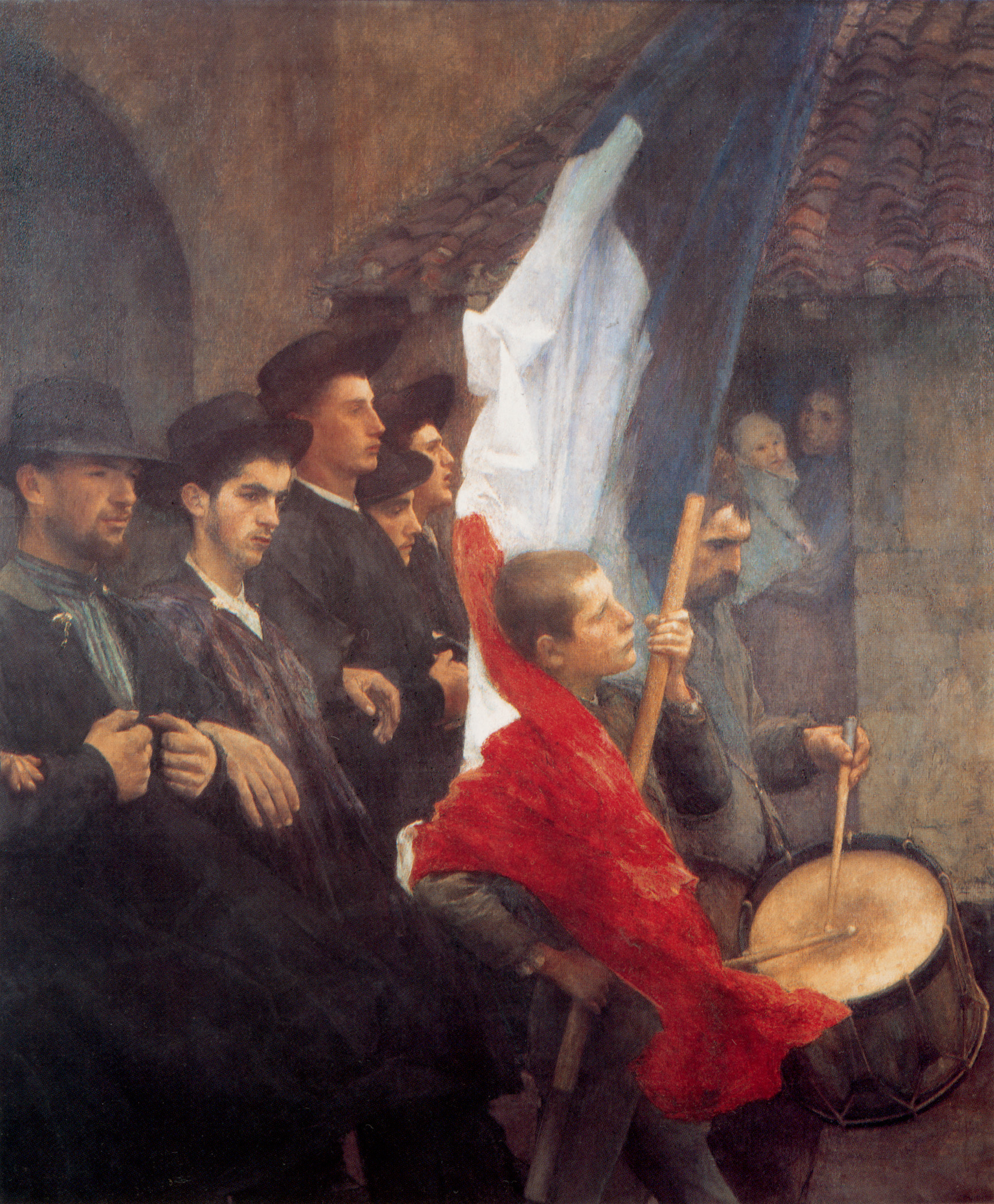
Recruții, 1889
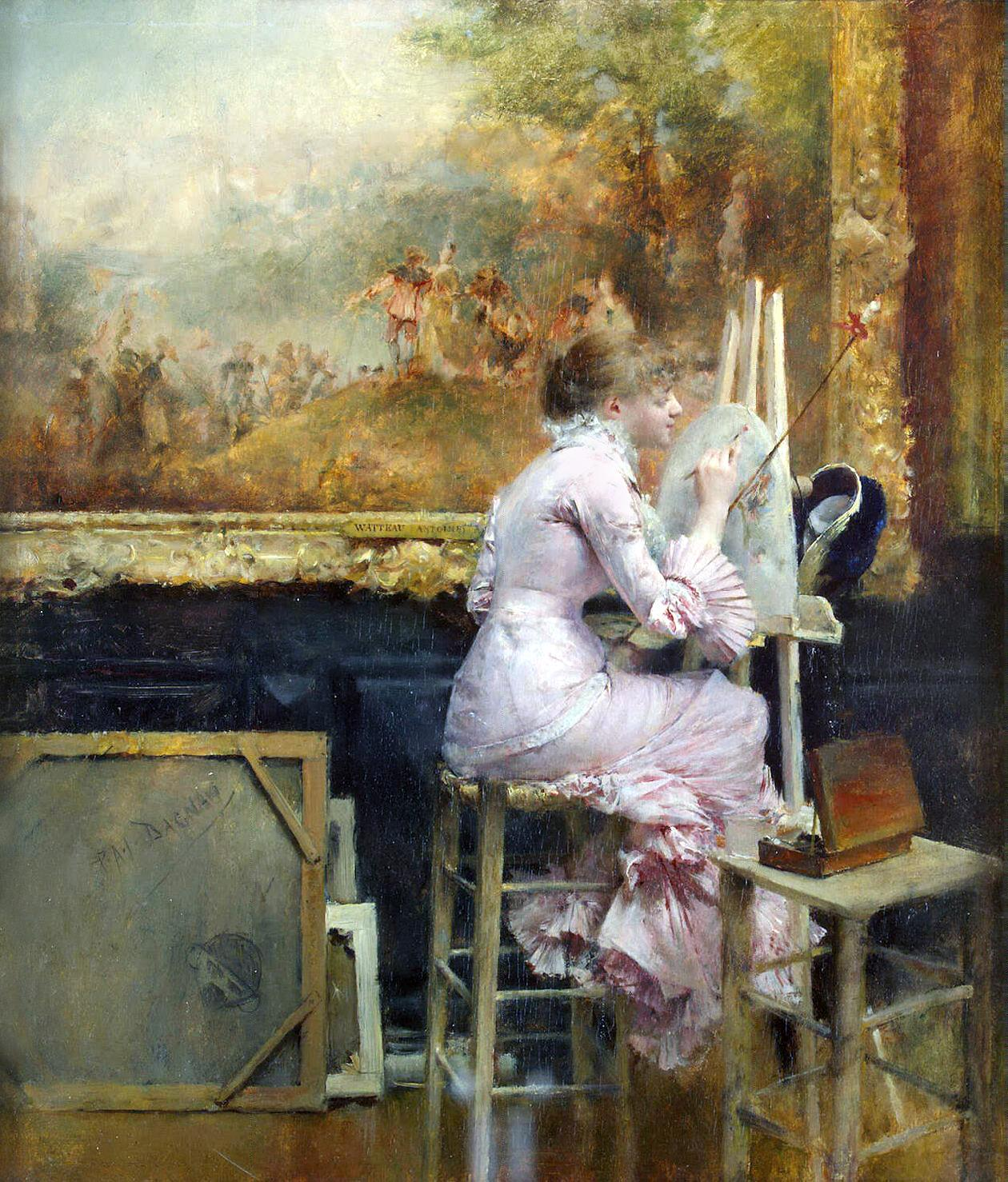
Acuarelist la Luvru, c. 1889
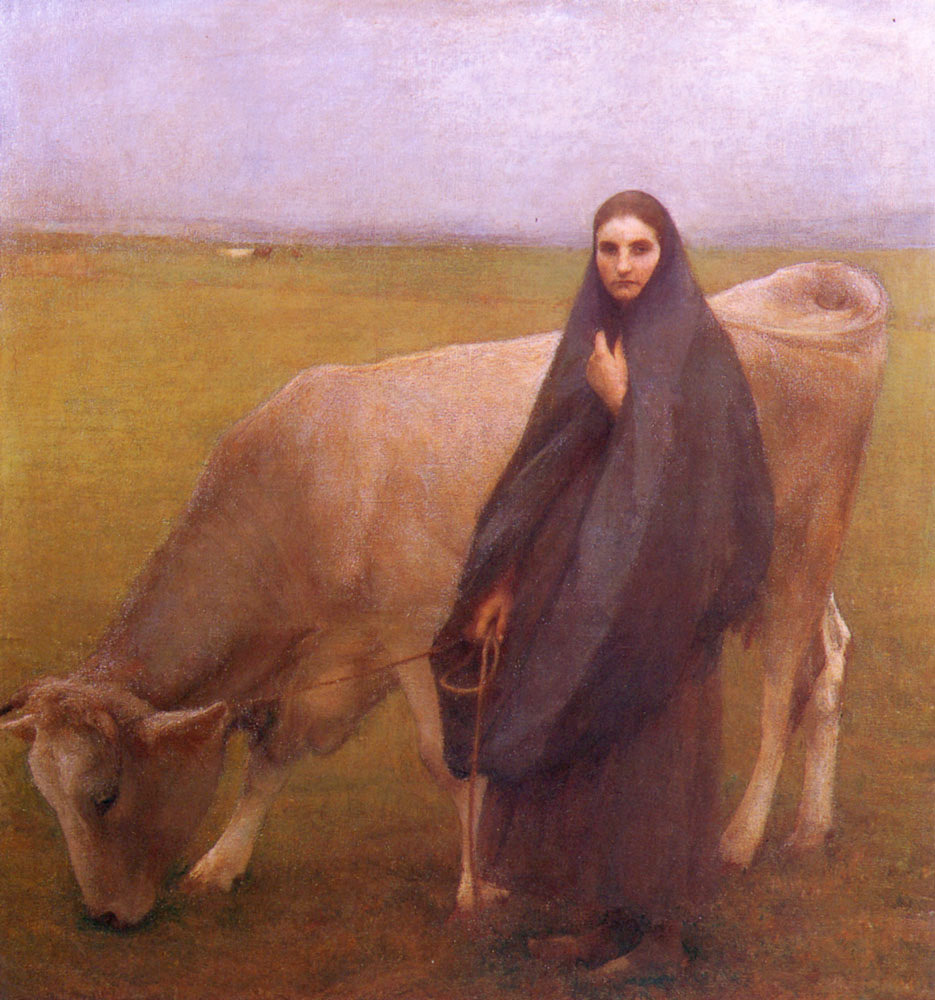
În luncă, 1892
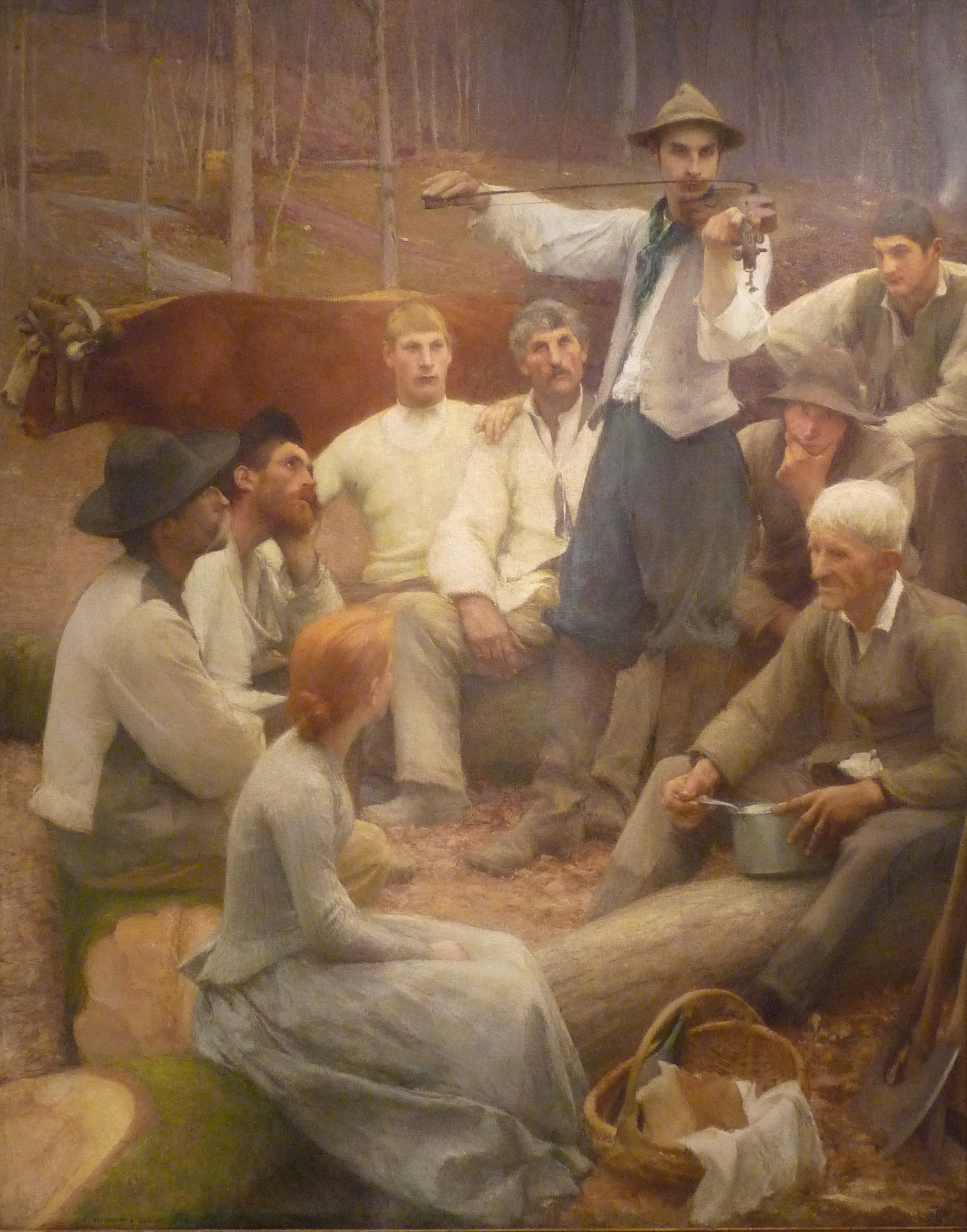
În pădure, 1892
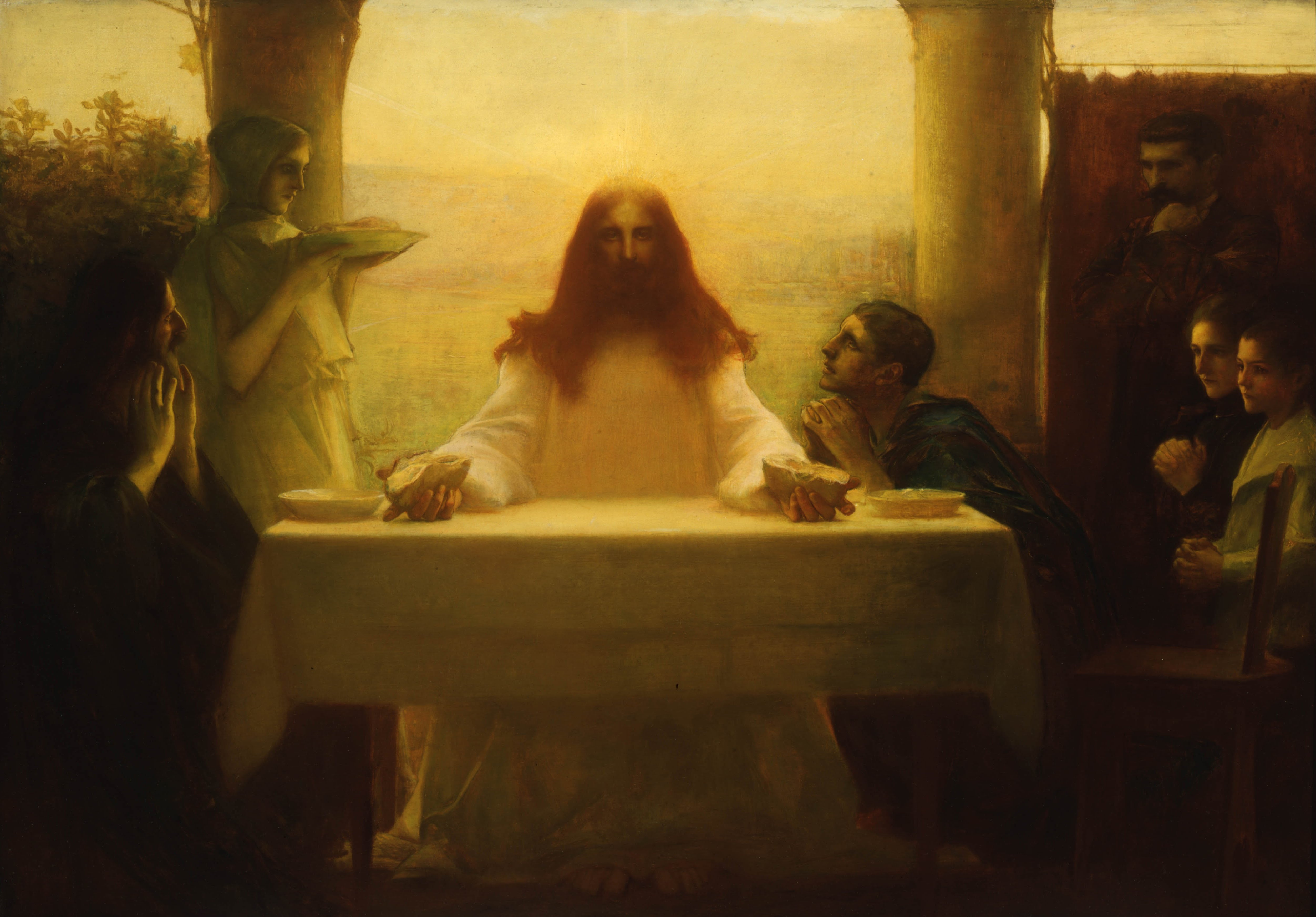
Hristos și pelerinii la Emaus⁠(d), 1898
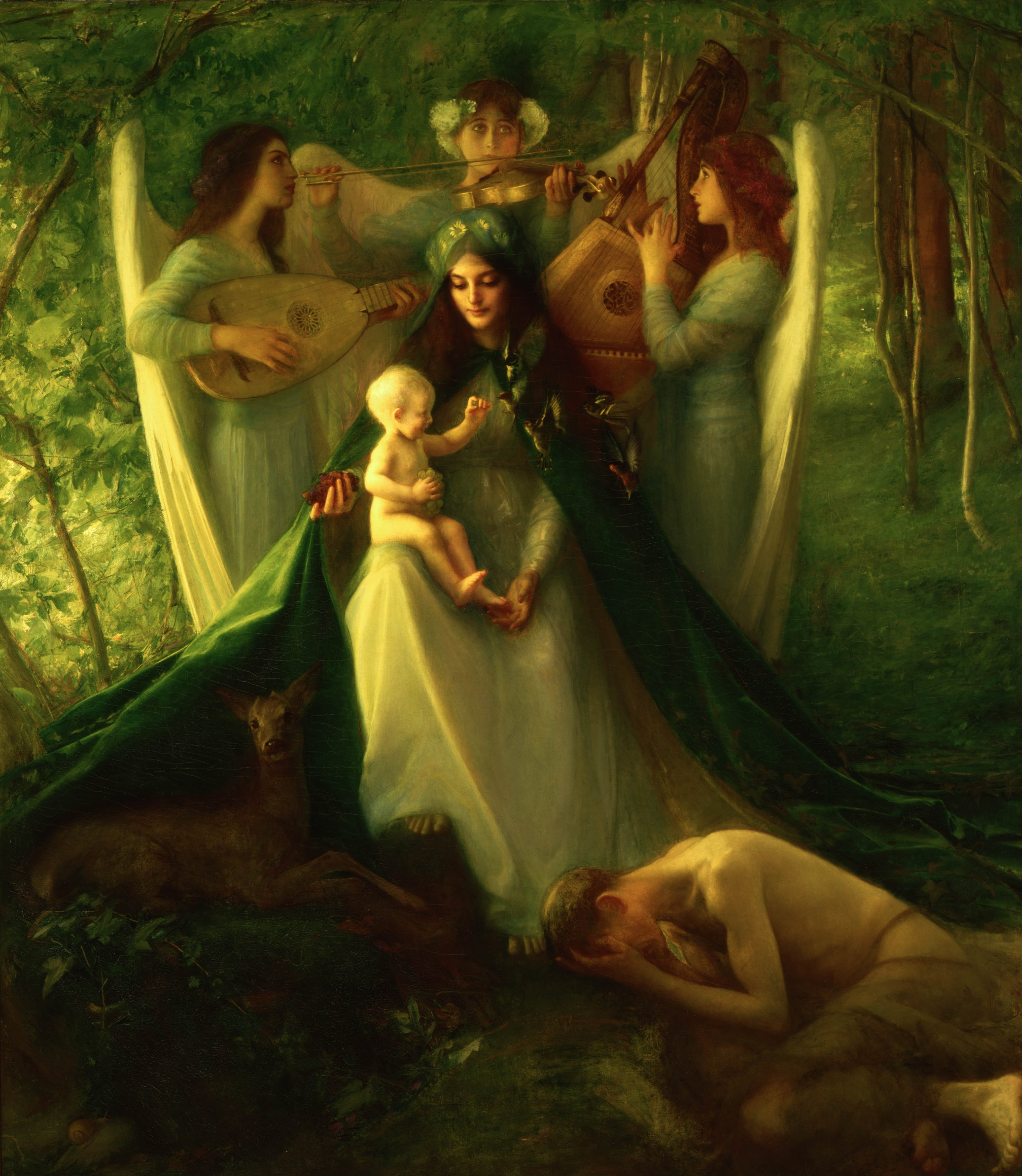
Consolatrix Afflictorium, 1899
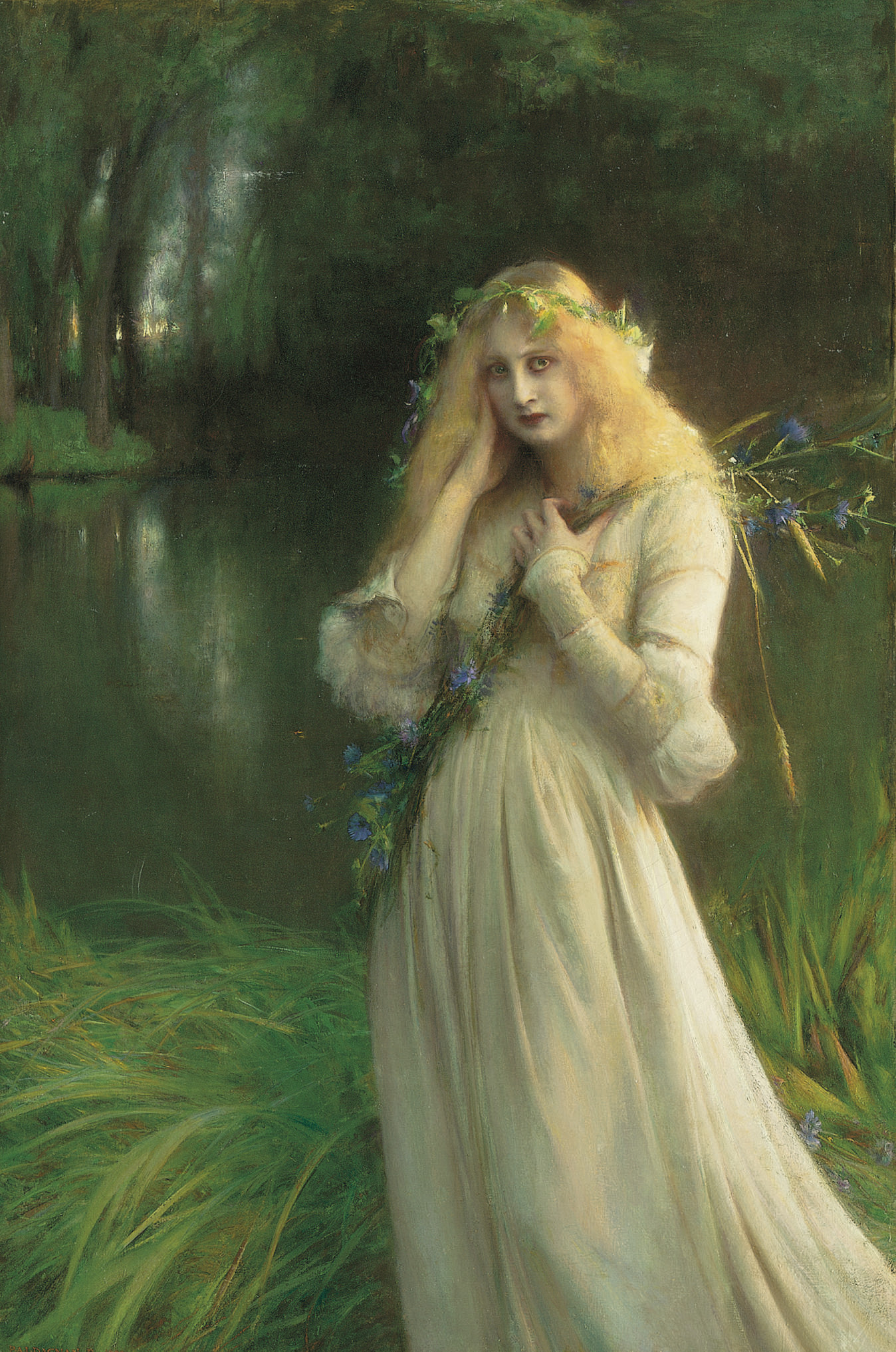
Ophelia, 1900
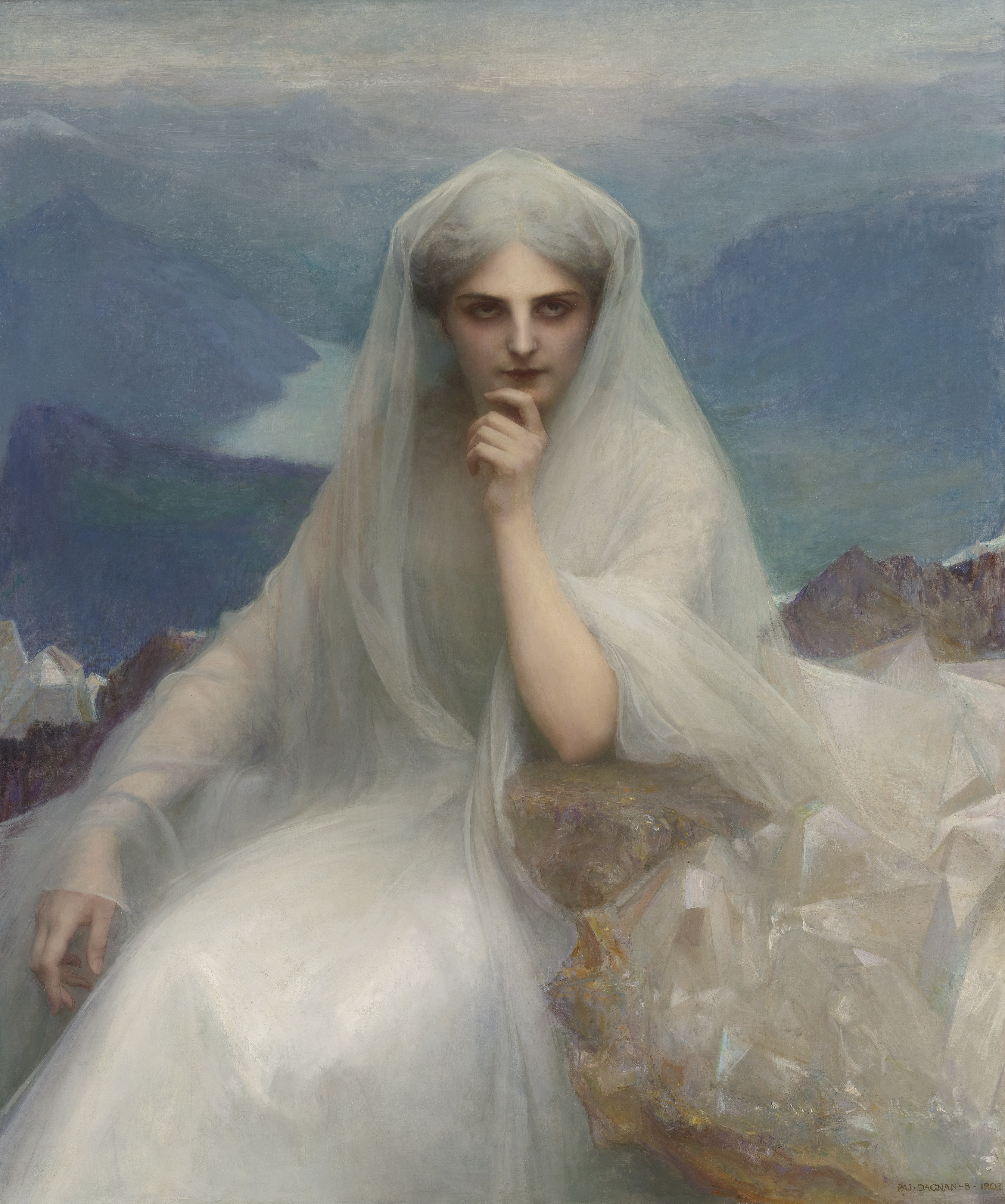
În vârf, 1903
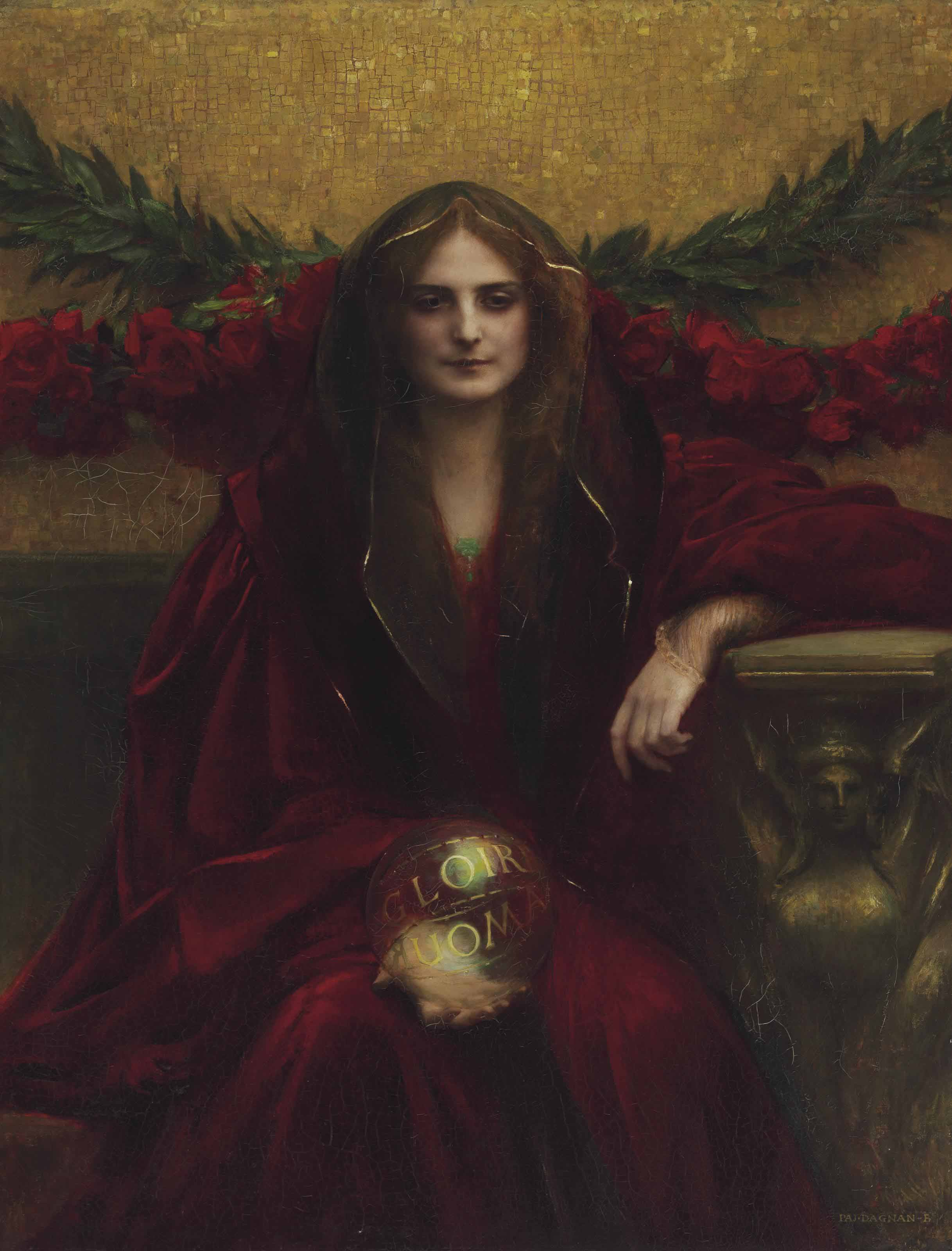
Chimères
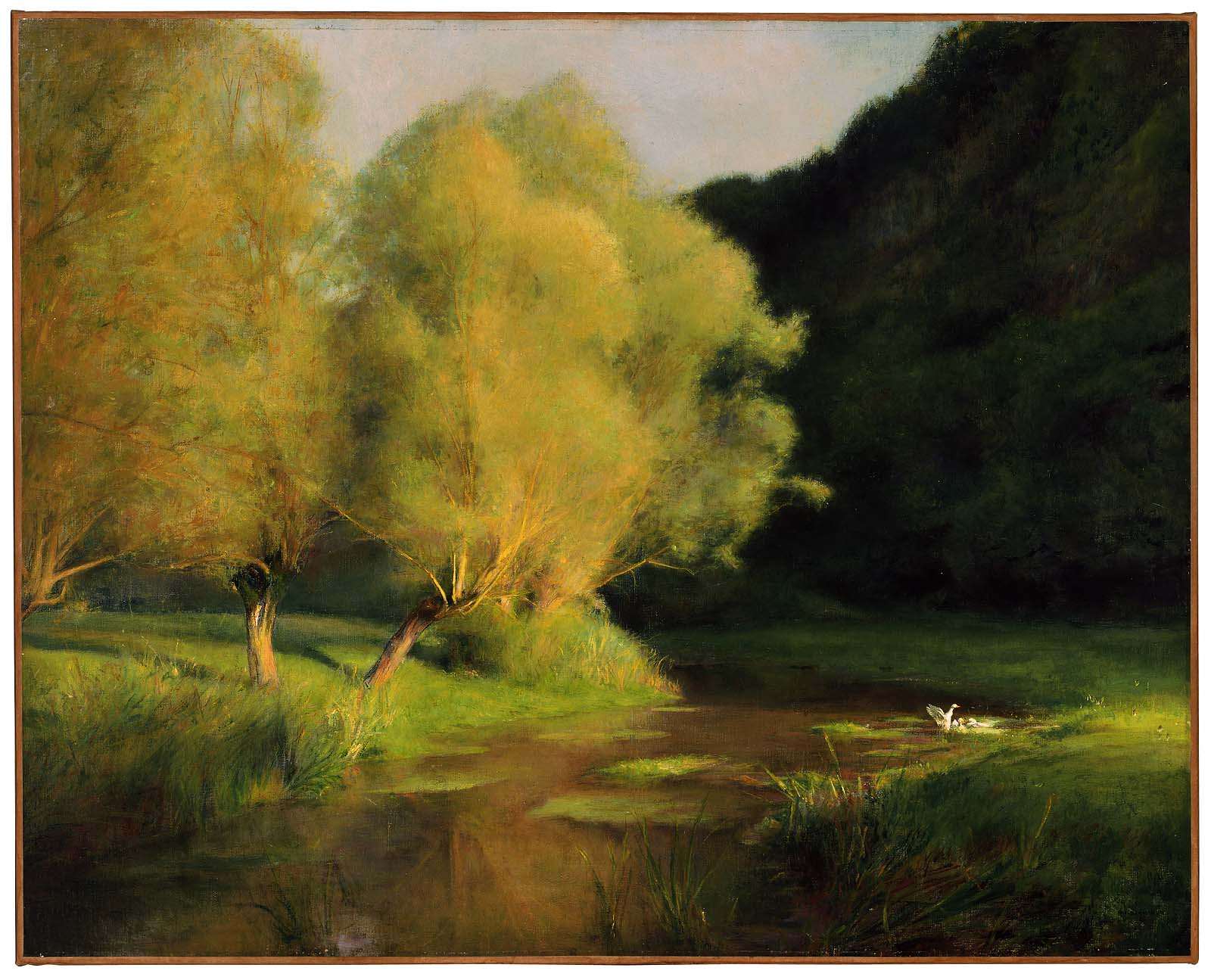
Sălcii lângă un pârâu, 1908
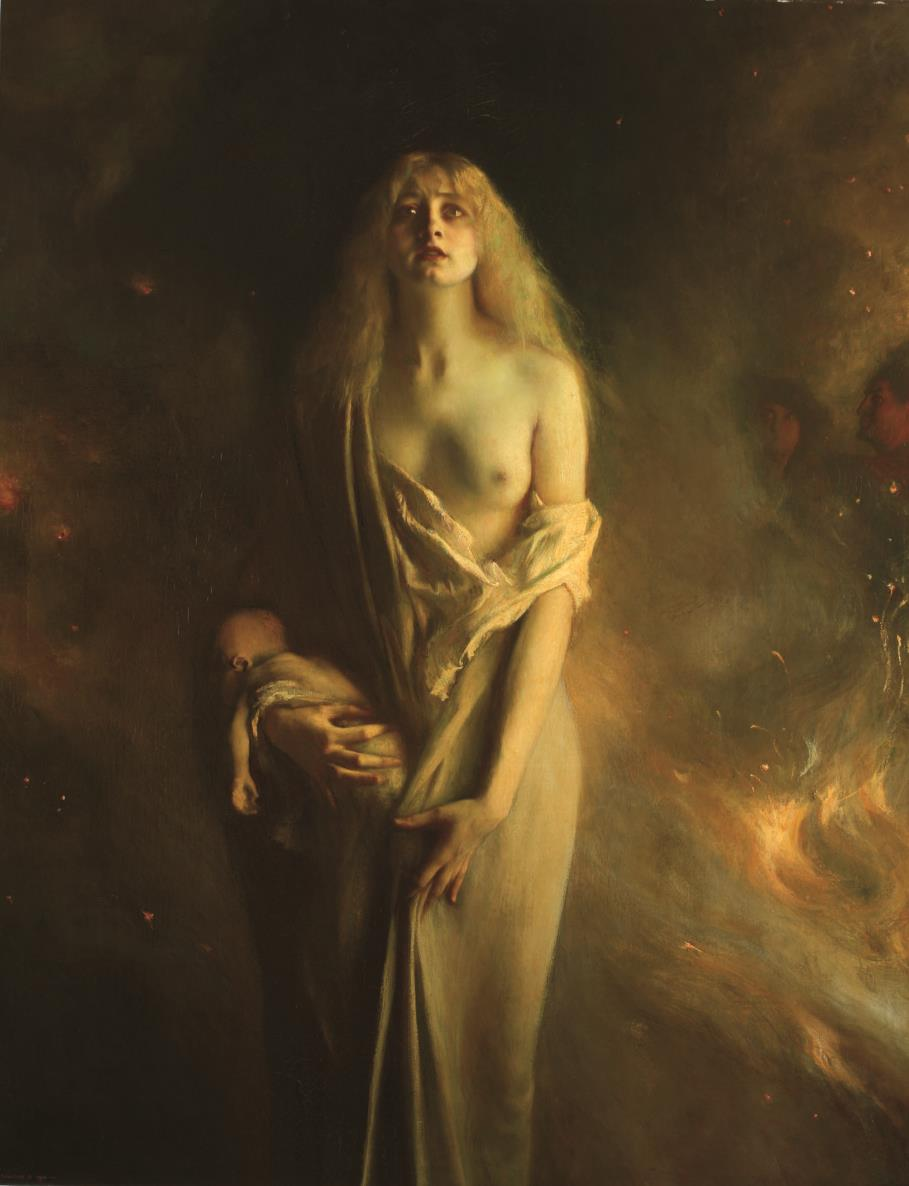
Marguerite au Sabbat, 1911